# Оласар, Франсиско
Франси́ско Оласа́р (исп. Francisco Olazar; 10 июля 1885, Кильмес — 21 сентября 1958, Буэнос-Айрес) — аргентинский футболист и тренер, играл на позиции центрального защитника.

## Карьера
Франсиско Оласар начал свою карьеру в 1909 году в молодёжном составе клуба «Расинг» из города Авельянеда, через год он уже начал играть за первый состав клуба. Оласар выступал за «Расинг» на протяжении 12 лет, проведя 225 матчей в которых забил 38 голов, 25 из которых головой. С «Расингом» Оласар выиграл 8 чемпионатов Аргентины, 5 кубков Ибаргурена, 4 кубка Славы Буэнос-Айреса, два кубка славы Коусиньер и кубок Компетенсия.
В те же годы Оласар играл за сборную Аргентины, он был участником первого и второго чемпионата Южной Америки. Всего за сборную Оласар провёл 18 матчей и забил 1 гол.
В 1928 году Оласар возглавил сборную, а затем совместно с Хосе Трамутолой привёл её к победе на южноамериканском первенстве в 1929 году. Также эти два тренера руководили командой на первом чемпионате мира, где аргентинцы выиграли серебряные медали.

## Достижения

### Как игрок
- Чемпион Аргентины: 1913, 1914, 1915, 1916, 1917, 1918, 1919, 1921
- Обладатель кубка Славы Муниципалитета Буэнос-Айреса: 1912, 1913, 1915, 1917
- Обладатель кубка Карлоса Ибаргурена: 1913, 1914, 1916, 1917, 1918
- Обладатель кубка Славы Коусиньер: 1913
- Обладатель кубка Компетенсия: 1917
- Обладатель кубка Альдао: 1917, 1918

### Как тренер
- Чемпион Южной Америки: 1929
- Серебряный призёр чемпионата мира: 1930